# روبيان ملحي
العََرتِيمَة أو الأرتيميا هي نوع قشريات المائية وتُعرف بمسميات عديدة، منها الروبيان الملحي أو قردة البحر أو التنانين المائية، العَرْتِيمَة هي الجنس الوحيد من عائلة الأرتميديا التي تغيرت بشكل طفيف من فترة العصر الثلاثي، أول تسجيل تاريخي لوجود العَرْتِيمَة يعود إلى النصف الأول من القرن العاشر قبل الميلاد من بحيرة أرومية، إيران، من قبل جغرافي إيراني أسماها بالكلاب المائية، بالرغم من أن أول رسم وتأريخ واضح ظهر عام 1757م من قبل عالم يُدعى شلوسا من إنجلترا. توجد العَرْتِيمَة في جميع أنحاء العالم في داخل البحيرات المالحة، ولكنها لا تتواجد في المحيطات. العَرْتِيمَة قادرة على مراوغة هجمات الحيوانات المفترسة في الماء كالأسماك وغيرها، وذلك عن طريق قدرتها على العيش في المياه مرتفعة الملوحة، والتي تصل إلى نسبة ملوحة 25%.
قدرة العَرْتِيمَة على إنتاج البيوض الهاجعة، المعروفة بالأكياس، قد أدى إلى استعمال واسع للعَرْتِيمَة في الزراعة المائية. من الممكن تخزين الأكياس إلى فترات طويلة، وتفقس عند توفير البيئة المناسبة لها. يرقات العَرْتِيمَة تُمثل معظم الأكل المستخدم عالمياً، وأكثر من 2,000 طن من أكياس العَرْتِيمَة الجافة تُباع في الأسواق العالمية سنوياً. بالإضافة إلى ذلك، فإن مرونة العَرْتِيمَة تجعلهم الحيوانات المثالية للإجراء فحوصات السمية الحيوية، وقد أصبحت الآن نموذج حي يُستخدم لاختبار سُمّية المواد الكيميائية. تُباع صغار العَرْتِيمَة على أنها هدايا تحت مسمى تجاري هو قردة البحر أو التنانين المائية.

## الوصف
الروبيان الملحي يتضمن مجموعة من سبعة إلى تسعة أنواع يُرجح أنها انحدرت من سلف واحد كان يعيش في منطقة حوض البحر الأبيض المتوسط قبل حوالي 5.5 مليون سنة.
العَرْتِيمَة هي نوع من مفصليات الأرجل مع جسم مُجزأ المرتبط بطرف واسع شبيه بورقة الشجر. يتكون الجسم عادةً من 19 جزء، أول 11 جزءاً منها يحتوي على أزواج من الأطراف، والجزءان الآخران عادةً ما يندمجا مع بعضهما البعض لحمل الأعضاء التناسلية، والأجزاء الباقية تُكوّن الذيل. الطول الكلي للروبيان الملحي هو حوالي 8 إلى 10 ملمترات للذكر البالغ و10 إلى 12 مم إلى الأنثى، ولكن عرض كلاً منهما، مُتضمناً الأقدام، هو حوالي 4 مم.
يُقسم جسم العَرْتِيمَة إلى الرأس، الصدر والبطن. يُغطى كامل الجسد بهيكل خارجي مرن من مادة الكيتين، الذي ترتبط به العضلات داخلياً ويُغطى دورياً. في إناث العَرْتِيمَة يسقط هيكلها في كل دورة إباضة.
للروبيان الملحي العديد من العمليات، كالعوم، والهضم، والتكاثر لا تُتَحكّمن من الدماغ، وبدلاً من ذلك فإن جهاز الخلايا العصبي المحلي قد يتحكم ببعض الأنظمة أو التزامن لهذه العمليات. تملك العَرْتِيمَة نوعين من الأعين وهما عينا مفصليات الأرجل مفصولتين عن بعدهما البعض. أعين مفصليات الأرجل هذه هي الجهاز البصري الرئيس في الأرتيما البالغ.

## البيئة والسلوك
تستطيع العَرْتِيمَة تحمل أي مستوى من الملوحة من 25‰ إلى 250‰ (25-250 جرام/لتر)، مع المدى الأمثل من 60‰ إلى 100‰، وتحتل النمط الحياتي الذي يمكنه حمايتهم من الحيوانات المفترسة. من الناحية الفسيولوجية، المستويات المثلى للملوحة تتراوح بين 30 إلى 35‰، ولكن بسبب تواجد الحيوانات المفترسة في هذه المستويات من الملوحة، فإنه نادراً ما تتواجد العَرْتِيمَة في المواطن الطبيعية لمستويات الملوحة الأقل من 60 إلى 80‰. تتحرك الأريتيميا من خلال حركة الزوائد بشكل منتظم في أزواج. وتحدث عملية التنفس عند سطح الأرجل خلال صفحات ليفية ريشية الملمس (تسمى علمياً بالـlamellar epipodites).

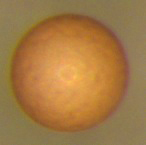
بيضة العَرْتِيمَة، وتُسمى بالكيسة.

### التكاثر
تختلف ذكور الروبيان الملحي عن الإناث من خلال امتلاكهم لقرون استشعار كبيرة بشكل مُلاحظ، وتتحول إلى أعضاء تُستخدم في التزاوج. الأنثى البالغة من العَرْتِيمَة تبيض خلال كل 140 ساعة تقريباً، وفي الظروف المثلى فإنها تنتج بيضاً يفقس مباشرةً تقريباً. بينما في الظروف القاسية، كانخفاض مستويات الأكسجين أو ارتفاع الملوحة إلى ما فوق  150‰، فإن أنثى الروبيان الملحي تقوم بإنتاج بيض مُغطّى بمشيمة صلبة بُنيّة اللون. هذا البيض، أو الكيسة، هي غير نشطة في عمليات البيض، وتستطيع البقاء في حالة سكون الدم إلى ما يصل حتى سنتين في حالات الجفاف الخالية من الأكسجين، وحتى في درجات حرارة ما تحت التجمد. هذه الخصائص تسمى علمياً بالـcryptobiosis والتي تعني الحياة المخفية. تستطيع بيوض الروبيان الملحي البقاء في درجات حرارة الهواء السائل (-190 درجة سيليزية أو -310 فهرنهايت) ونسبة قليلة منهم يستطيعون النجاة من درجات ما فوق الغليان (حوالي 105 سليزية أو 221 فهرنهايت) والبقاء فيها إلى حوالي ساعتين. عند وضع البيض في ماء مالح، فإنه يبدأ بالفقس خلال بضع ساعات. صغار العَرْتِيمَة طولهم أقل من 0.4 مم فور خروجهم من البيض. الروبيان الملحي يملك دورة حياة بيولوجية لسنة واحدة.

### التوالد البكري

تأثير الاندماج المركزي والاندماج النهائي في التغاير.

التوالد البكري هو شكل طبيعي من أشكال التكاثر حيث يحدث فيه النمو والتطور للجنين بدون أي تخصيب. التوالد البكري الأنثوي هو جزء من التوالد البكري حيث تحدث تطورات للأنثى من بيضة غير مخصبة. التزاوج الذاتي هو شكل آخر من التوالد البكري الأنثوي، ولكن باختلاف أنواعه. هي أن النوع ذو صلة بالموضوع هنا هو الذي ينتج بالانقسام المفرد ليتضاعف منتجاً بويضة مخصبة.

### التغذية
في أول مرحلة من النكو، العَرْتِيمَة لا تتغذى على شيء، ولكنها تستهلك الطاقة المحفوظة في الكيسة. العَرْتِيمَة البحرية تأكل طحالب وعوالق نباتية ميكروسكوبية. بينما تُطعم العَرْتِيمَة الزراعية أطعمة بسيطة وصغيرة مثل الخميرة، طحين القمح، مسحوق فول الصويا، أو مح البيض.

## الزراعة المائية

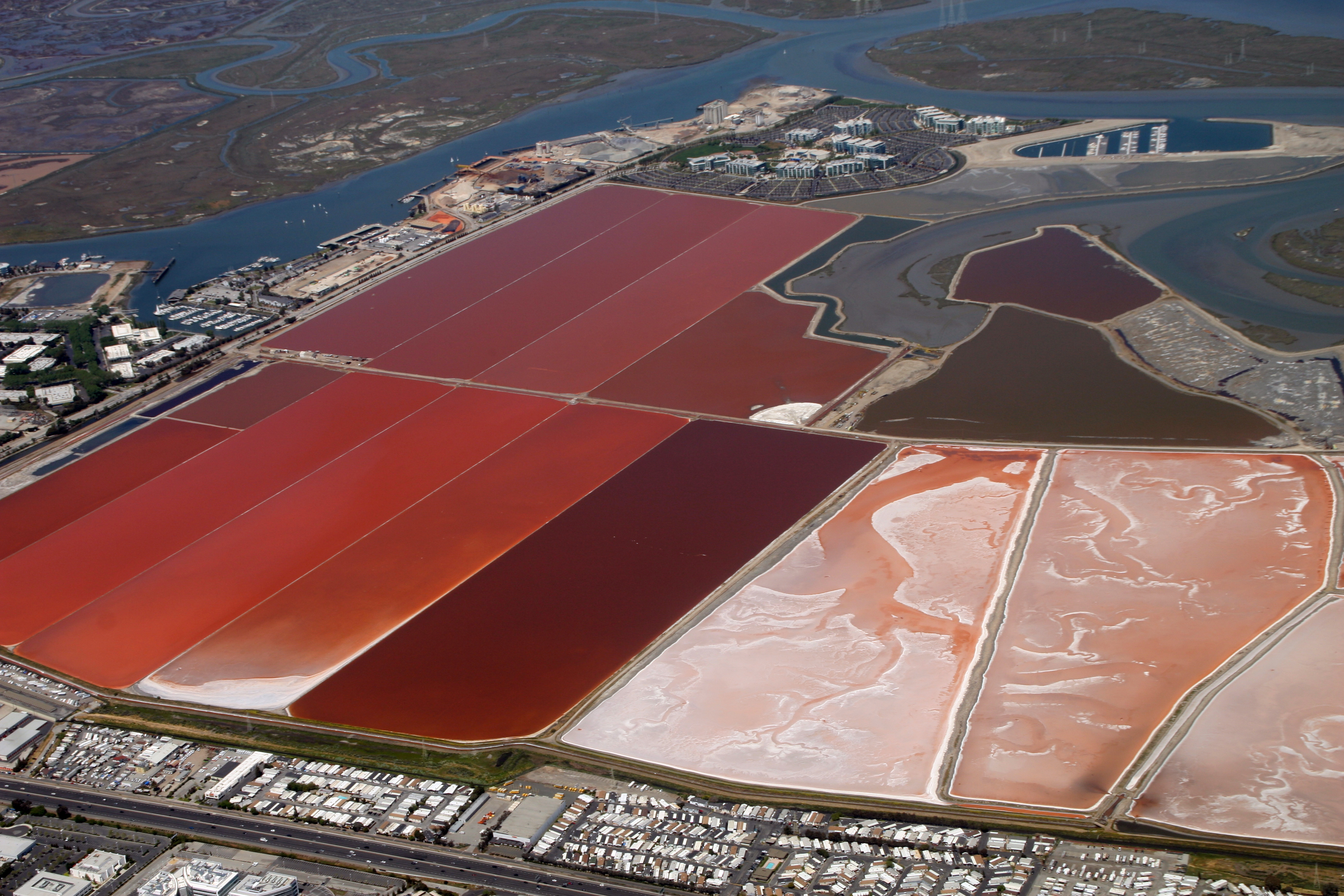
بُرَك تربية العَرْتِيمَة، بـخليج سان فرانسيسكو.

يبحث مُلّاك مزارع الأسماك إلى أقل التكلفات والأسعار، مع سهولة الاستعمال، وطعام متاح يُفضله السمك. صغير الروبيان الملحي جاهز للاستخدام لإطعام السمك والقشريات، فقط بعد يوم واحد من الفقس. الطور الأول (ويكون لصغار الروبيان الخارجين من البيضة مباشرةً مع كمية كبيرة من المح المخزنة في أجسامهم) والطور الثاني (ويكون لصغار الروبيان الذين بدأ عمل جهازهم الهضمي)، هذا الطوران من صغار الروبيان هما اللذان يُستخدمان في الزراعة المائية، سهولة التعامل معهم، وصغر حجمهم بالإضافة إلى غناهم في المواد الغذائية، الذي يجعلهم مناسبين لأطعام السمك والقشريات، قبل أو بعد موتهم.

## اختبار السُّمِّيَّة
العَرْتِيمَة تستخدم كنموذج حي في التجارب على السموم، على الرغم من معرفة أنه كائن حي قوي وصحي إلا أنه شديد الحساسية للسميات، لذا فإنه من الفصائل المحدِدَة.
يُستعمل العَرْتِيمَة في الأبحاث عن التلوّث، وفي بعض الظروف فإنه من المقبول استعماله كطريقة بديلة لتجريب سمية بعض المواد في المختبر.

## التهديد

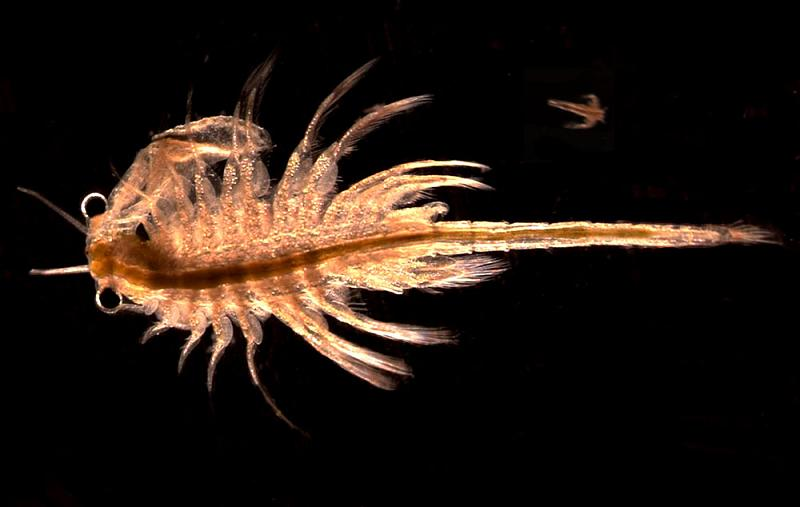
ذكر الروبيان ملحي من فصيلة المونيكا.

بحيرة مونو، المعروفة باسم بحيرة الروبيان الملحي، وهي بحيرة تقع في مقاطعة مونو، كاليفورنيا، وتحتوي على العَرْتِيمَة من فصيلة المونيكا. فصيلة المونيكا هي إحدى الفصائل المهددة بالانقراض. تحويل الماء من إدارة لوس أنجلوس للماء والكهرباء أنتجت ارتفاع في منسوب الملح وتركيز هيدروكسيد الصوديوم في بحيرة مونو. بالرغم من تواجد تريليونات من الروبيان الملحي في البحيرة، إلا أن العريضة أكدّت على أن ارتفاع أس هيدروجيني في الماء شكل تهديداً كبيراً لهم.
التهديد لماء البحيرة

## تجارب الفضاء
أخذ العلماء بيض الروبيان الملحي إلى الفضاء الخارجي لاختبار تأثير الإشعاعات على صحتهم. بيض الروبيان البحري أُخذ إلى الفضاء في رحلة القمر الصناعي البيئي الثاني للولايات المتحدة، وفي رحلتي أبولو 16، وأبولو 17 أيضاً، وكذلك في رحلتي كوزموس 782، وكوزموس 1129 الروسيتين، وإقلاعات فوتون 10، وفوتون 11. حملت بعض الإقلاعات الروسية بضع تجارب من وكالة الفضاء الأوروبية.
في أبولو 16 وأبولو 17، سافر البيض إلى القمر ثم عاد إلى الأرض. ويمكن الكشف عن الأشعة الكونية المارّة عبر البيض مكونةً فيلم فوتوغرافي في الوعاء. بعض البيض بقي على الأرض كعينة ضابطة لضمان صحة التجربة. وكذلك في إقلاع المركبة الفضائية التي تتضمن الكثير من الاهتزازات والتسارع، فإنه أجري على العينة الضابطة على الأرض نفس ظروف الاهتزاز والتسارع التي كانت على المركبة، لكي يأخذ كلا البيض نفس الظروف الفيزيائية.

## وصلات خارجية
- "Genus Artemia - Hierarchy - The Taxonomicon" en. Systema Naturae 2000. مؤرشف من الأصل في 2010-12-27. اطلع عليه بتاريخ 2010-03-13. {{استشهاد ويب}}: الوسيط غير صالح |script-title=: بادئة مفقودة (مساعدة)
- Richard Fox. "Artemia Laboratory Exercise" en. مؤرشف من الأصل في 2006-04-23. اطلع عليه بتاريخ 2010-03-13. {{استشهاد ويب}}: الوسيط غير صالح |script-title=: بادئة مفقودة (مساعدة)
- "Utah Water Science Center" en (بالإنجليزية). Archived from the original on 2018-05-17. Retrieved 2010-03-13. {{استشهاد ويب}}: الوسيط غير صالح |script-title=: بادئة مفقودة (help)
- Aqua Dragons, commercial site.